# توماس تودور تاكر
توماس تودور تاكر (بالإنجليزية: Thomas Tudor Tucker) هو سياسي أمريكي، ولد في 25 يونيو 1745 ببرمودا في المملكة المتحدة، وتوفي في 2 مايو 1828 بواشنطن العاصمة في الولايات المتحدة. حزبياً، نشط في Anti-Administration party ‏. وقد انتخب Treasurer of the United States ‏ وانتخب عضو مجلس النواب الأمريكي.